# Magician's Hat
Albums de Bo Hansson
Music Inspired by Lord of the Rings
(1970) Attic Thoughts
(1975)
Magician's Hat est le second album de l'artiste suédois Bo Hansson, sorti en 1972.
À l'image de son précédent opus, Music Inspired by Lord of the Rings, l'album est tout d'abord paru en Suède chez Silence Records sous le titre Ur Trollkarlens Hatt, puis à l'international l'année suivante chez Charisma Records.
Hansson reste influencé par la fantasy et les contes de fées : la chanson Elidor fait référence au roman d'Alan Garner paru en 1965.

## Titres

### Face 1
1. The City – 7:20 (11:29 sur la réédition CD)
2. Divided Reality – 6:17
3. Elidor – 1:34
4. Before the Rain – 1:31
5. Fylke – 1:50
6. Playing Downhill into the Downs – 1:39

### Face 2
1. Findhorn's Song – 1:43
2. Awakening – 2:43
3. Wandering Song – 3:13
4. The Sun (Parallel or 90°) – 7:07
5. Excursion with Complications – 3:23

### Titres bonus
1. The City (version courte) – 7:20
2. Waltz at Dawn (Bo Hansson, Kenny Håkansson) – 5:51

## Personnel
- Bo Hansson : orgue, synthétiseur, guitares, basse, mellotron
- Rune Carlsson : batterie, congas, cencerro
- Kenny Håkansson : guitare électrique
- Rolf Scherrer : guitare acoustique
- Gunnar Bergsten : saxophone, flûte
- Sten Bergman : flûte
- Bobo Stensson : piano électrique (10)
- Owe Gustavsson : basse (10)
- Pelle Ekman : batterie (10)
- Göran Freese : saxophone
- Bill Öhrström : congas
- Jan Ternald : peinture de la pochette